# Luis Vera
Luis Enrique Vera Martineau, mais conhecido como Luis Vera (Ciudad Bolívar, 9 de março de 1973), é um treinador e ex-futebolista venezuelano que atuava como meia. 

## Carreira
Ao longo de sua carreira, defendeu vários clubes em seu país, aonde foi revelado em 1996 pelo Minervén até o encerramento em 2013, no Angostura e defendeu a Seleção Venezuelana de Futebol em 53 oportunidades e marcou 2 gois.

## Títulos
Caracas
- Campeonato Venezuelano: 2000-01, 2003-04, 2005-06, 2006-07, 2008-09 e 2009-10
- Copa Venezuela: 2009